# Светско првенство у пливању 2017 — 4×200 м слободно за мушкарце
Такмичење у пливању у штафети 4×200 метара слободним стилом за мушкарце на Светском првенству у пливању 2017. одржано је 28. јула (квалификације и финале) као део програма Светског првенства у воденим спортовима. Трке су се одржавале у базену Дунав арене у Будимпешта.
За трке у овој штафети било је пријављено укупно 17 екипа, а током квалификација и финала наступила су укупно 74 пливача. Титулу светског првака освојила је штафета Велике Британија која је у финалу испливала резултат од 7;01,70 што је уједно био и нови национални рекорд. Сребро је припало штафети Русије, а бронза штафети Сједињених Држава.
Штафета Србије за коју су пливали Велимир Стјепановић, Урош Николић, Стефан Шорак и Иван Ленђер наступила је у другој квалификационој групи и са резултатом 7:18,68 заузела је укупно 15. место и није се пласирала у финале.

## Освајачи медаља
|                                                                                             | Резултат   | | Резултат | | Резултат |
|                                                                                             |            | |          | |          |
| Велика Британија · Стивен Мајлн · Николас Грејнџер · Данкан Скот · Џејмс Гај · Калум Џервис | 7:01,70 НР | Русија · Михаил Довгаљук · Михаил Вековишчев · Данила Изотов · Александар Красних · Никита Лобинцев | 7:02,68  | Сједињене Државе · Блејк Пјерони · Таунли Хас · Џек Конгер · Зејн Грот · Конор Двајер · Кларк Смит · Џеј Литерланд | 7:03,18  |

## Званични рекорди
Пре почетка такмичења званични светски рекорд и рекорд шампионата у овој дисциплини су били следећи:
| Рекорд                         | Штафета          | Резултат | Место         | Датум         |
| ------------------------------ | ---------------- | -------- | ------------- | ------------- |
| Светски рекорд СР              | Сједињене Државе | 6:58,55  | Рим (Италија) | 31. јул 2009. |
| Рекорд светских првенстава РПр | Сједињене Државе | 6:58,55  | Рим (Италија) | 31. јул 2009. |

## Резултати квалификација
У квалификацијама је учестовало укупно 17 штафета које су се такмичиле у 2 групе. Квалификације су пливане у јутарњем делу програма 28. јула, са почетком од 10:47 часова по локалном времену, а пласман у финале остварило је 8 штафета са најбољим временима.
| ПЛ. | Група | Стаза | Штафета          | Пливачи | Резултат | Нап. |
| --- | ----- | ----- | ---------------- | --- | -------- | ---- |
| 01. | 1     | 5     | Аустралија       | Клајд Луис (1:46,79) Дејвид Макион (1:46,72) Александар Грем (1:46,52) Џек Картврајт (1:45,65)                 | 7:05,68  | КВ   |
| 02. | 1     | 4     | Велика Британија | Стивен Мајлн (1:46,78) Николас Грејнџер (1:46,19) Калум Џервис (1:46,32) Данкан Скот (1:46,50)                 | 7:05,79  | КВ   |
| 03. | 2     | 3     | Русија           | Михаил Вековишчев (1:46,78) Данила Изотов (1:45,91) Никита Лобинцев (1:48,51) Михаил Довгаљук (1:46,01)        | 7:07,21  | КВ   |
| 04. | 2     | 6     | Холандија        | Кајл Столк (1:47,45) Фери Вертман (1:47,42) Стан Пајненбург (1:47,56) Мартен Брзосковски (1:46,79)             | 7:09,22  | КВ   |
| 05. | 1     | 6     | Италија          | Филипо Мељи (1:47,59) Филипо Мањини (1:47,35) Лука Дото (1:47,64) Габријеле Дети (1:46,95)                     | 7:09,53  | КВ   |
| 06. | 2     | 5     | Јапан            | Косуке Хагино (1:47,51) Наито Ехара (1:46,40) Цубаса Амај (1:48,28) Кацухиро Мацумото (1:47,47)                | 7:09,66  | КВ   |
| 07. | 2     | 4     | Сједињене Државе | Конор Двајер (1:47,77) Кларк Смит (1:47,57) Џеј Литерланд (1:47,48) Зејн Грот (1:46,96)                        | 7:09,78  | КВ   |
| 08. | 1     | 1     | Пољска           | Кацпер Мајхжак (1:46,74) Филип Заборовски (1:48,42) Антони Калужињски (1:48,52) Јан Свитковски (1:46,85)       | 7:10,53  | КВ   |
| 09. | 1     | 3     | Немачка          | Филип Хајнц (1:48,65) Поул Целман (1:47,32) Клеменс Рап (1:48,20) Јакоб Хајтман (1:46,86)                      | 7:11,03  |      |
| 10. | 2     | 2     | Мађарска         | Нандор Немет (1:47,84) Бењамин Грац (1:49,43) Адам Телегди (1:49,02) Доминик Козма (1:44,81)                   | 7:11,10  |      |
| 11. | 2     | 7     | Кина             | Ванг Шун (1:48,56) Ђи Синђе (1:49,08) Ма Тјенчи (1:49,40) Ћен Џијунг (1:48,58)                                 | 7:15,62  |      |
| 12. | 1     | 2     | Данска           | Андерс Лие (1:47,74) Данијел Сканинг (1:47,40) Маркус Кројер (1:49,85) Себастијан Овесен (1:50,96)             | 7:15,95  |      |
| 13. | 2     | 1     | Египат           | Марван ел Камаш (1:48,80) Мухамед Сами (1:48,27) Ахмед Акрам (1:48,89) Марван ел Амрави (1:50,99)              | 7:16,95  |      |
| 14. | 1     | 7     | Канада           | Џереми Бегшо (1:49,03) Маркус Тормајер (1:50,46) Јури Кисил (1:49,23) Карсон Олафсон (1:48,64)                 | 7:17,36  |      |
| 15. | 2     | 0     | Србија           | Велимир Стјепановић (1:47,87) Урош Николић (1:51,89) Стефан Шорак (1:49,95) Иван Ленђер (1:49,47)              | 7:18,68  |      |
| 16. | 1     | 8     | Израел           | Денис Локтев (1:50,07) Лиран Коновалов (1:50,11) Томер Франкел (1:49,80) Данијел Намир (1:49,34)               | 7:19,32  |      |
| 17. | 2     | 8     | Грчка            | Андреас Вазајос (1:47,48) Димитриос Димитрију (1:50,56) Димитриос Негрис (1:51,25) Христос Катранзис (1:51,26) | 7:20,55  |      |

## Резултати финала
Финална трка пливана је 28. јула у вечерњем делу програма, са почетком од 19:12 часова.
| ПЛ. | Стаза | Штафета          | Пливачи | Резултат | Напом. |
| --- | ----- | ---------------- | --- | -------- | ------ |
|     | 5     | Велика Британија | Стивен Мајлн (1:47,25) Николас Грејнџер (1:46,05) Данкан Скот (1:44,60) Џејмс Гај (1:43,80)                | 7:01,70  | НР     |
| 2   | 3     | Русија           | Михаил Довгаљук (1:46,00) Михаил Вековишчев (1:45,91) Данила Изотов (1:45,97) Александар Красних (1:44,80) | 7:02,68  |        |
| 3   | 1     | Сједињене Државе | Блејк Пјерони (1:46,33) Таунли Хас (1:44,58) Џек Конгер (1:45,37) Зејн Грот (1:46,90)                      | 7:03,18  |        |
| 4.  | 4     | Аустралија       | Клајд Луис (1:46,81) Мак Хортон (1:46,25) Александар Грем (1:46,59) Џек Картврајт (1:46,33)                | 7:05,98  |        |
| 5.  | 7     | Јапан            | Косуке Хагино (1:47,32) Наито Ехаро (1:46,60) Цубаса Амај (1:47,30) Кацухиро Мацумото (1:46,46)            | 7:07,68  |        |
| 6.  | 2     | Италија          | Филипо Мељи (1:47,34) Габријеле Дети (1:46,08) Филипо Мањини (1:49,09) Лука Дото (1:46,93)                 | 7:09,44  |        |
| 7.  | 8     | Пољска           | Кацпер Мајхжак (1:46,46) Филип Заборовски (1:47,58) Антони Калужињски (1:48,12) Јан Свитковски (1:47,46)   | 7:09,62  |        |
| 8.  | 6     | Холандија        | Кајл Столк (1:47,73) Фери Вертман (1:48,23) Стан Пајненбург (1:47,60) Мартен Брзосковски (1:49,20)         | 7:12,76  |        |